# Baumann Ágoston
Baumann Ágoston (19. század) magyar származású olasz és amerikai szabadságharcos.

## Élete
Baumann Ágoston fiatal pesti könyvelő volt, amikor meghallotta a híreket Itália felől, hogy ott Kossuth Lajos és Giuseppe Garibaldi szövetkezik az olasz szabadság kivívásáért. Baumann vállalkozott a kalandos útra, eljutott Nápolyba, s be is lépett a Magyar Légióba. A Légió feloszlatása után átkelt az Atlanti-óceánon, s 1862-ben belépett az amerikai polgárháborúba az északiak oldalán, végigverekedte a polgárháborút és főhadnagyként szerelt le.